# Spalirises gracilis
Spalirises gracilis är en insektsart som beskrevs av Capener 1968. Spalirises gracilis ingår i släktet Spalirises och familjen hornstritar. Inga underarter finns listade i Catalogue of Life.